# Rickenbach (Basilea)
Rickenbach es una comuna suiza del cantón de Basilea-Campiña, situada en el distrito de Sissach. Limita al noroeste con la comuna de Wintersingen, al noreste con Buus, al este con Ormalingen, al sur con Gelterkinden, al suroeste con Böckten, y al oeste con Sissach.